# Elmbridge (Worcestershire)
Elmbridge es una comunidad pequeña, agrupada principalmente en un pueblo y que forma una parroquia civil en el condado de Worcestershire, Inglaterra, Reino Unido.

## Geografía
Ocupa la parte superior del valle del arroyo de Elmbridge qué alimenta al sur unas cuantas millas al balneario de Droitwich, allí se une al pequeño río Salwarpe, en paralelo al Droitwich Canal, ambos afluentes de la vertiente izquierda del Severn.

## Monumentos históricos
Su iglesia anglicana dedicada a la Virgen María, es en gran parte una reconstrucción victoriana de un edificio medieval anterior. El pueblo cuenta a su vez con una parroquia de franja, en las afueras.